# Juni Ticià
Juni Ticià (en llatí: Junius Titianus), o bé Gai Mesi Aquil·li Fabi Ticià (llatí: Gaius Maesius Aquillius Fabius Titianus) va ser un magistrat romà del segle iii.
Va ser cònsol en el regnat de Filip l'Àrab l'any 245, càrrec que va exercir juntament amb l'emperador.